# Міняйло Павло Денисович
Міня́йло Павло́ Дени́сович (*1896 Полтавська губернія Російської імперії — †1973 США) — бандурист Полтавської капели бандуристів (з 1925), Державної капели бандуристів УРСР (з 1935) та Української Капели Бандуристів ім. Т. Г. Шевченка (нині у м. Детройт, США) (1942–1973). Володів технікою харківського способу гри на бандурі, яку розробив Гнат Хоткевич. Володів сильним, красивим, оригінального тембру бас-баритоном.

## Біографія
Початкову музичну освіту отримав до революції 1917 у Полтавській духовній семінарії, де навчався на священика.
Після встановлення радянської влади на Полтавщині працював у друкарні.
Ще до вступу до Полтавської капели бандуристів співав разом з Йосипом Панасенком у Катедральному та Національному хорах у Полтаві.
Разом із Володимиром Кабачком виїздив на консультації до Гната Хоткевича у Харків.

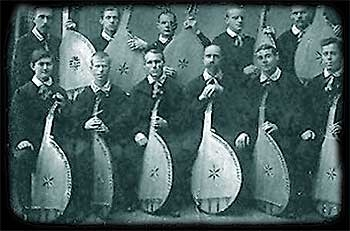
Фотографія колективу Полтавської капели бандуристів, 1927 (У першому ряду — Андрій Кононенко, Григорій Назаренко, Йосип Панасенко, Володимир Кабачок, Яків Кладовий, Данило Піка; другий ряд — Яків Протопопич, Юрко Колісник, Павло Міняйло, Олесь Булдовський, Сергій Міняйло

Після ліквідації владою Полтавської капели бандуристів в 1934 р. переїхав до Києва (1934), на нетривалий термін деяких членів капели прикріпили до хору під керівництва Нестора Городовенка (капели «Думка»).
В жовтні 1935 став учасником Об'єднаної капели бандуристів під керівництва М. Михайлова де працював солістом аж до вибуху другої світової війни. Як тенор соліст записав ряд творів на платівках у супроводі капели бандуристів.
На початку війни був мобілізований до Червоної армії і мав вишкіл радиста-зв'язківця. Потрапив у полон, але зміг втекти на шляху до табору військовополонених.
З кінця 1941 року у Капелі бандуристів ім. Т. Шевченка.
Пройшов весь шлях Капели від початку до кінця. На гастролі до Європи (1958) не поїхав через поважний вік, але пізніше виступав у локальних концертах.
Із споминів Петра Китастого: «У Павла Міняйла було вроджене відчуття музичної фрази. Він глибоко відчував українську пісню і вміло поєднував слово і мелодію. Іншими словами — співав художньо. А це — найбільший комплімент вокалісту. Він віддавав пісні всю свою душу. Його тембр, його спів прикрашали Капелу. Як і спів усіх інших корифеїв. Любив поезію Тараса Шевченка. Не забуду, як на одній із Шевченківських імпрез, він, стоячи невидимим за великим портретом Шевченка у центрі сцени, натхненно і зворушливо прочитав своїм красивим, резонансним голосом вибірки поезій з „Кобзаря“, створивши враження, що говорить сам поет».
До Америки виїхав разом з дружиною Оленою Миколаївною і донькою Ніною.
Похований на українському цвинтарі у Бавдн Бруці, на дільниці, виділеній для членів Капели бандуристів.
Після війни рідний брат Сергій залишився в Києві і далі грав в Державній капелі бандуристів УРСР. Між братами йшло активне листування і обмін матеріалами з одного континенту на другий.